# Oonops anoxus
Oonops anoxus är en spindelart som beskrevs av Arthur M. Chickering 1970. Oonops anoxus ingår i släktet Oonops och familjen dansspindlar.
Artens utbredningsområde är Panama. Inga underarter finns listade i Catalogue of Life.